# Elle voulait qu'on l'appelle Venise
"Elle voulait qu'on l'appelle Venise", ook bekend als enkel "Venise", is een nummer van de Franse zanger Julien Clerc. Het nummer werd uitgebracht op zijn album N°7 uit 1975. In december dat jaar werd het nummer uitgebracht als de eerste single van het album.

## Achtergrond
De tekst van "Elle voulait qu'on l'appelle Venise" is geschreven door Etienne Roda-Gil, terwijl de muziek is geschreven door Clerc. Het is geproduceerd door Thierry Vincent. De titel is naar het Nederlands te vertalen als "Ze wilde dat ik haar Venetië noemde". Het is geen typisch Frans chanson, dat normaal gesproken romantische muziek en zwoele teksten bevat. In plaats daarvan is door het hele nummer een stevige gitaarriff te horen.
"Elle voulait qu'on l'appelle Venise" werd enkel in Nederland en België als single uitgebracht. In thuisland Frankrijk stond de plaat op de B-kant van de single "This Melody". Dit betrof enkel een promotionele single en geen officiële single, omdat ook dit laatste nummer nooit als commerciële single in Frankrijk werd uitgebracht. 
In Nederland was de plaat op donderdag 29 januari 1976 Alarmschijf, toentertijd bij de TROS op de befaamde donderdag (De nationale donderdagmiddag gebeurtenis) op Hilversum 3 en werd mede hierdoor een radiohit in de destijds twee landelijke hitlijsten op de nationale publieke popzender. De plaat bereikte de 14e positie in de Nederlandse Top 40 en de 9e positie in de Nationale Hitparade,. In de op Hemelvaartsdag 27 mei 1976 gestarte TROS Europarade, werd géén notering behaald. 
In België behaalde de plaat de 26e positie in de voorloper van de Vlaamse Ultratop 50. In de Vlaamse Radio 2 Top 30 werd de 18e positie behaald en de 6e in Wallonië.
Op zaterdagavond 24 januari 1976 was Clerc te zien in een aflevering van het Nederlandse popprogramma op televisie AVRO's Toppop ter promotie van de single.
De plaat werd in de zomer van 1989 gecoverd door de Vlaamse zanger Sergio. Zijn bewerking In de sterren staat geschreven was Vlaamse Supertip in Tien om te Zien.
"Elle voulait qu'on l'appelle Venise" is in 2008 gecoverd door Alderliefste. Daarnaast bracht Willy Sommers in 2015 een Nederlandstalige versie uit onder de titel "Belize". In 2005 wilde Nicole van Kilsdonk het nummer gebruiken in haar film Johan. Clerc ging hiermee akkoord, maar zijn management hield dit tegen.

## Hitnoteringen

### Nederlandse Top 40
| Hitnotering: 07-02-1976 t/m 13-03-1976 | Hitnotering: 07-02-1976 t/m 13-03-1976 | Hitnotering: 07-02-1976 t/m 13-03-1976 | Hitnotering: 07-02-1976 t/m 13-03-1976 | Hitnotering: 07-02-1976 t/m 13-03-1976 | Hitnotering: 07-02-1976 t/m 13-03-1976 | Hitnotering: 07-02-1976 t/m 13-03-1976 | Hitnotering: 07-02-1976 t/m 13-03-1976 |
| Week                                   | 1                                      | 2                                      | 3                                      | 4                                      | 5                                      | 6                                      |                                        |
| -------------------------------------- | -------------------------------------- | -------------------------------------- | -------------------------------------- | -------------------------------------- | -------------------------------------- | -------------------------------------- | -------------------------------------- |
| Positie                                | 22                                     | 14                                     | 14                                     | 15                                     | 27                                     | 33                                     | uit                                    |

### Nationale Hitparade
| Hitnotering: 07-02-1976 t/m 28-02-1976 | Hitnotering: 07-02-1976 t/m 28-02-1976 | Hitnotering: 07-02-1976 t/m 28-02-1976 | Hitnotering: 07-02-1976 t/m 28-02-1976 | Hitnotering: 07-02-1976 t/m 28-02-1976 | Hitnotering: 07-02-1976 t/m 28-02-1976 |
| Week                                   | 1                                      | 2                                      | 3                                      | 4                                      |                                        |
| -------------------------------------- | -------------------------------------- | -------------------------------------- | -------------------------------------- | -------------------------------------- | -------------------------------------- |
| Positie                                | 22                                     | 9                                      | 12                                     | 15                                     | uit                                    |

### NPO Radio 2 Top 2000
| Nummer met noteringen in de NPO Radio 2 Top 2000 | '04  | '05  | '06  | '07  | '08  | '09  | '10  | '11  | '12  | '13  | '14-'20 | '21  |
| ------------------------------------------------ | ---- | ---- | ---- | ---- | ---- | ---- | ---- | ---- | ---- | ---- | ------- | ---- |
| Elle voulait qu'on l'appelle Venise              | 1577 | 1073 | 1481 | 1881 | 1731 | 1878 | 1947 | 1998 | 1961 | 1989 | -       | 1729 |

1. ↑  Een '-' betekent dat het nummer niet was genoteerd en een vetgedrukt getal geeft de hoogste notering aan.
2. ↑  2004 was het eerste jaar met een notering voor dit nummer.
3. ↑  Deze tabel is bijgewerkt tot en met de meest recente editie (2024).